# Экономическая свобода
Экономи́ческая свобо́да — право и возможность человека улучшать свою жизнь собственными действиями и усилиями; в узком смысле слова — свобода предпринимательской деятельности.
Как и в случае неоднозначности философского определения термина свобода, существуют множество определений термина экономическая свобода, однако не существует универсальной, принимаемой всеми концепции. Довольно часто используется подход к экономической свободе, пришедший из либертарианской традиции, опирающийся на концепции свободного рынка, частной собственности и индивидуализма. 
Также существует более широкое трактование термина в концепции экономики благосостояния, которая, основываясь на выборе индивидуумов, трактует бо́льшую экономическую свободу, как большее количество возможных вариантов для хозяйствующих субъектов.